# Жонголович Іван Данилович

Іван Данилович Жонголович (8 лютого 1892 — 29 вересня 1981) — радянський полярний дослідник, астроном, гравіметрист, геодезист і гідрограф.

## Життєпис
Родився в Гродно. Закінчив у 1916 Петроградський університет. У 1917 був мобілізований у Військово-Морський флот. У 1919 брав участь в експедиції з вивчення Курської магнітної аномалії. У 1920—1930 працював у Головному гідрографічному управлінні флоту, щорічно беручи участь в експедиціях з дослідження різних районів Північного Льодовитого океану. У 1930—1938 — викладач Воєнно-Морської академії ім. К. Є. Ворошилова. У ці роки брав участь в експедиціях на Памір і в високоширотних експедиціях у різні райони Арктики. Брав участь у розробці наукової програми керованої І. Д. Папаніним експедиції «Північний полюс-1». У 1937—1938 брав участь в експедиціях на криголамах «Садко», «Сєдов», «Малигін», які вчинили дрейф в льодах Арктичного басейну. Одночасно з 1920 працював в Астрономічному інституті (з 1943 — Інститут теоретичної астрономії АН СРСР), де обіймав посаду заступника директора, завідував відділом спеціальних ефемерід.
Основні наукові праці присвячені теоретичній, практичній та ефемерідній астрономії, вивченню фігури і гравітаційного поля Землі, супутникової геодезії, геофізики. Розробив спосіб визначення центру маси Землі за спостереженнями штучних супутників Землі. Досліджував можливості використання радіоінтерферометрії з наддовгою базою при вирішенні основних проблем астрономії, геодезії та геодинаміки.
Був головним редактором «Морського астрономічного щорічника» і «Авіаційного астрономічного щорічника».
Почесний член Географічного товариства СРСР, почесний полярник.
Медаль ім. П. П. Семенова-Тян-Шанського Географічного товариства СРСР, медаль «За виявлення нових астрономічних об'єктів» Астрономічного ради АН СРСР. Заслужений діяч науки РРФСР. На честь вченого названо астероїд головного поясу — 1734 Жонголович.

## Твори
- Метод одновременного определения азимута, широты и звездного времени. Теория. Вспомогательные таблицы, Л., 1934;
- Определение силы тяжести при помощи маятников на колеблющейся подставке, ч. 1. Основные формулы, «Записки по гидрографии», 1941.
- Приложение к № 2; О редукциях силы тяжести, в кн.: «Труды Центрального н.-и. ин-та геодезии, аэросъемки и картографии», М., 1949, вып. 68;
- Внешнее гравитационное поле Земли и фундаментальные постоянные, связанные с ним, в кн.: Труды Института теоретической астрономии АН СССР, вып. 3,М.. 1952
- Об определении размеров общего земного эллипсоида, там же, вып. 6. 1956.